# Християн Христов
Християн Христов е български футболист, който играе като вратар на испанския петодивизионен Кариньена.

## Кариера
Започва сезон 2013/14 като трети вратар за Черно море (Варна). Дебютира на 18 май 2014 г. срещу Лудогорец (Разград), когато неговия отбор губи с 3-1. След това преминава в Интер (Добрич), където играе една година. През 2016 г. подписва договор с 
Черноморец (Балчик), където играе до 2020 г. От 2020 до 2022 сменя три клуба. През 2022 г. подписва със завърналия се в Първа лига Спартак (Варна).